# Konstantine Gamsachurdia (Politiker)
Konstantine Gamsachurdia (georgisch კონსტანტინე გამსახურდია; * 24. Juni 1961 in Tiflis) ist ein georgischer Politiker und Iranist. Er ist Vorsitzender der politischen Partei Freiheitsbewegung. Seit 2024 ist er Generaldirektor der georgischen Nationalbibliothek.

## Leben
Er ist der einzige Sohn aus der ersten Ehe des ersten georgischen Präsidenten Swiad Gamsachurdia und wuchs in Tiflis auf. Der Schriftsteller Konstantine Gamsachurdia war sein Großvater. Nach dem Sturz seines Vaters und dessen legitimer Regierung flüchtete er 1992 mit seiner Familie in die Schweiz. Er lebte in Dornach und arbeitete als Übersetzer, war auch als freier Mitarbeiter für verschiedene Zeitungen tätig.
2004 kehrte er zum ersten Mal seit zwölf Jahren wieder in seine Heimat zurück. Zu den georgischen Parlamentswahlen am 28. März 2004 führte er die Kandidatenliste der Freiheitsbewegung auf Platz eins an. Bis 2006 pendelte er zwischen Georgien und der Schweiz. Seit Februar 2006 leitet er seine Partei hauptberuflich.

## Privates
Er ist verheiratet und hat zwei Söhne.

## Veröffentlichungen (Auswahl)
- Swiad Gamsachurdia: Dissident – Präsident – Märtyrer. Perseus-Verlag, Basel 1995, ISBN 3-907564-19-7
- Edeltraud Krüger (Hrsg.): Beiträge zur Geschichte der Humboldt-Universität zu Berlin, Teil 2, Berlin (Ost) 1982
- Einiger Kaukasus – Eine konkrete Utopie?, in: G2W, 21,6 (1993) 16-20; 4 Abb. kart.